# Alain Baxter
Alain Baxter (ur. 26 grudnia 1973 w Edynburgu) – szkocki narciarz alpejski. Specjalizuje się w slalomie. W 2002 podczas igrzysk olimpijskich w Salt Lake City jako pierwszy Brytyjczyk zdobył medal w narciarstwie alpejskim. Wkrótce po tym okazało się, że jego testy antydopingowe dały pozytywny rezultat. Alain został zdyskwalifikowany przez MKOl a także odebrano mu medal. Udało mu się jednak dowieść, że metamfetamina znaleziona w jego próbkach została zażyta przez niego nieświadomie.